# Gran Sinagoga d'Aden
La Gran Sinagoga d'Aden (àrab: كنيس عدن الكبير, Kanīs ʿAdn al-Kabīr), també coneguda com la Sinagoga de l'Escut d'Abraham (àrab: كنيس درع أبراهام, Kanīs Dirʿ Abrāhām) va ser una sinagoga construïda l'any 1858 a la ciutat d'Aden, al Iemen. Era prou gran com per donar cabuda a més de 2,000 fidels. El púlpit era de marbre blanc polit. El terra estava cobert amb rajoles de marbre, de color blanc i negre, com un tauler d'escacs. L'arca va ser construïda a la paret i coberta per sis cortines teixides de seda entreteixida amb safirs i brillants, sobre elles hi havia les corones de la Torà. El temple fou destruït durant una protesta antisionista ocorreguda l'any 1947.